# Wiktor Krakor
Wiktor Krakor (ur. 24 listopada 1895 w Jedzbarku koło Olsztyna, zm. 15 sierpnia 1958 w Olsztynie), polski duchowny katolicki, pallotyn, duszpasterz Polaków przebywających w Niemczech i Francji.
Pochodził z polskiej rodziny chłopskiej, był synem Józefa i Katarzyny z domu Kuk; inny Józef Krakor (1881-1961), również urodzony w Jedzbarku, był działaczem polskim na Warmii w okresie międzywojennym, propagatorem czytelnictwa, bibliofilem. Wiktor Krakor po ukończeniu gimnazjum w Wadowicach (1920) wstąpił tamże do nowicjatu i 21 września tegoż roku otrzymał sutannę. Pierwszą profesję złożył 18 października 1922 w Wadowicach na ręce ks. Alojzego Majewskiego, profesję wieczystą dokładnie trzy lata później na ręce ks. Alfonsa Męcikowskiego. Studia w zakresie filozofii i teologii, poza Wadowicami, odbywał w Limburg an der Lahn. Święcenia kapłańskie przyjął 20 czerwca 1926 z rąk arcybiskupa Adama Stefana Sapiehy w Krakowie. W Stowarzyszeniu Apostolstwa Katolickiego (wspólnocie pallotynów, do 1947 pod nazwą Pobożne Stowarzyszenie Misyjne) pełnił m.in. funkcje magistra nowicjatu w Sucharach (1929-1930) i rektora domu tamże (1930-1931). Był również administratorem kilku parafii - w Rajcy, Letniewie, Samsiecznie i Sobieszewie koło Gdańska. W okresie międzywojennym udzielał się jako kapelan Polaków mieszkających i pracujących w Niemczech (1926-1927). W latach 1932–1939 wyjeżdżał do pracy we Francji, gdzie razem z grupą polskich pallotynów (m.in. Franciszkiem Cegiełką, Czesławem Wędziochem, Franciszkiem Kilianem i Janem Szambelańczykiem) zajmował się opieką duszpasterską nad emigrantami zarobkowymi (krótko po wojnie, w 1946, w ramach kontynuacji tych prac sformowano Regię Miłosierdzia Bożego we Francji). W 1939 Wiktor Krakor zastąpił na krótko ks. Piotra Oramowskiego na stanowisku sekretarza Polskiej Misji Katolickiej we Francji.
Po wybuchu II wojny światowej pełnił posługę kapelana żołnierzy Wehrmachtu w Suchej Beskidzkiej i Wadowicach. Arcybiskup Sapieha zgłosił jego kandydaturę na wikariusza generalnego dla tych parafii archidiecezji krakowskiej, które znalazły się na terenie regencji katowickiej, ale władze hitlerowskie odmówiły zatwierdzenia, wskazując na "antyniemieckie nastawienie" Krakora.
Ks. Krakor zmarł w Olsztynie w sierpniu 1958, w Olsztynie został także pochowany (na cmentarzu św. Jakuba).
Jak wspominał polski misjonarz w Urugwaju ks. Józef Kotlęga, właśnie Wiktor Krakor, jeszcze jako kleryk, zainspirował go do wstąpienia do pallotynów. 